# Бихор (трг)
Средњовјековни трг Бихор се налазио као подграђе истоимене тврђаве  у жупи Бихор. Налазио се поред ријеке Лима, десетак километара сјеверно од  данашњих Берана. Под османску власт  трг је пао 1455. године, када и Призрен. У прво вријеме турске владавине Бихор се шири, добијајући на значају (по турском попису из 1530. године у тргу и жупи  је око 20046  становника) па је  средином  XVI вијека именован у касабу. Крајем XVI вијека, појавом Никољ-Пазара, трг Бихор почиње губити на значају, па опада и број становника. Касаба и тврђава су у потпуности уништени, а становништво расељено, у току сукоба између 1852– 1858. године.